# Brachypelma emilia
Brachypelma emilia é uma espécie de aranha pertencente à família Theraphosidae.

## Características
Esta é uma das mais belas na natureza, originária do México. Por ser extremamente bela, houve muita captura destes animais na natureza que foram classificadas em perigo de extinção. Sua reprodução é difícil de ser obtida em cativeiro, mas hoje algumas aranhas podem ser encontradas nos Estados Unidos e Europa advindas de criadores particulares. É uma espécie pouco agressiva sendo de fácil manejo, mas somente deve ser manipulada por criador qualificado.

### Tempo de Vida
Ela pode viver de 5 a 10 anos.

### Tamanho
12 centímetros, em média.

### Alimentação
Insetos tais como: moscas, mosquitos, grilos, gafanhotos, baratas etc.